# AFC Progresul Spartac Boekarest
AFC Progresul Spartac Boekarest is een Roemeense voetbalclub uit de hoofdstad Boekarest, de club wordt meestal Progresul Spartac Boekarest genoemd. 

## Geschiedenis
De club werd op 16 juni 2014 opgericht door aanhang van de traditieclub Progresul Boekarest, die in 2009 opgeheven werd. De club maakt geen aanspraak op de geschiedenis van de oude club, al hebben ze wel dezelfde clubkleuren en het esdoornblad in hun clublogo. 
Twee jaar na de oprichting werd de club kampioen in de Liga IV - Boekarest en kon zich via de eindronde kwalificeren voor de Liga III. Een jaar later werden ze ook vicekampioen in die competitie. In 2022 kon de club promotie afdwingen naar de Liga 2, de tweede hoogste klasse. 